# US 9
US 9 (U.S. Route 9) — дорога, проходящая по северо-восточной части США, протяжённостью 840,51 километра. Проходит по территории штатов Делавэр, Нью-Джерси и Нью-Йорк. Местами совпадает с US 1.